# Зелёный Брод
Зелёный Брод (укр. Зелений Брід) — село в Александровской поселковой общине Краматорского района Донецкой области Украины.

## Общие сведения
Население по переписи 2001 года составляло 144 человека. Почтовый индекс — 84012. Телефонный код — 6269.